# Lindenau Werft
Die Lindenau Werft GmbH ist eine deutsche Schiffswerft in Kiel.

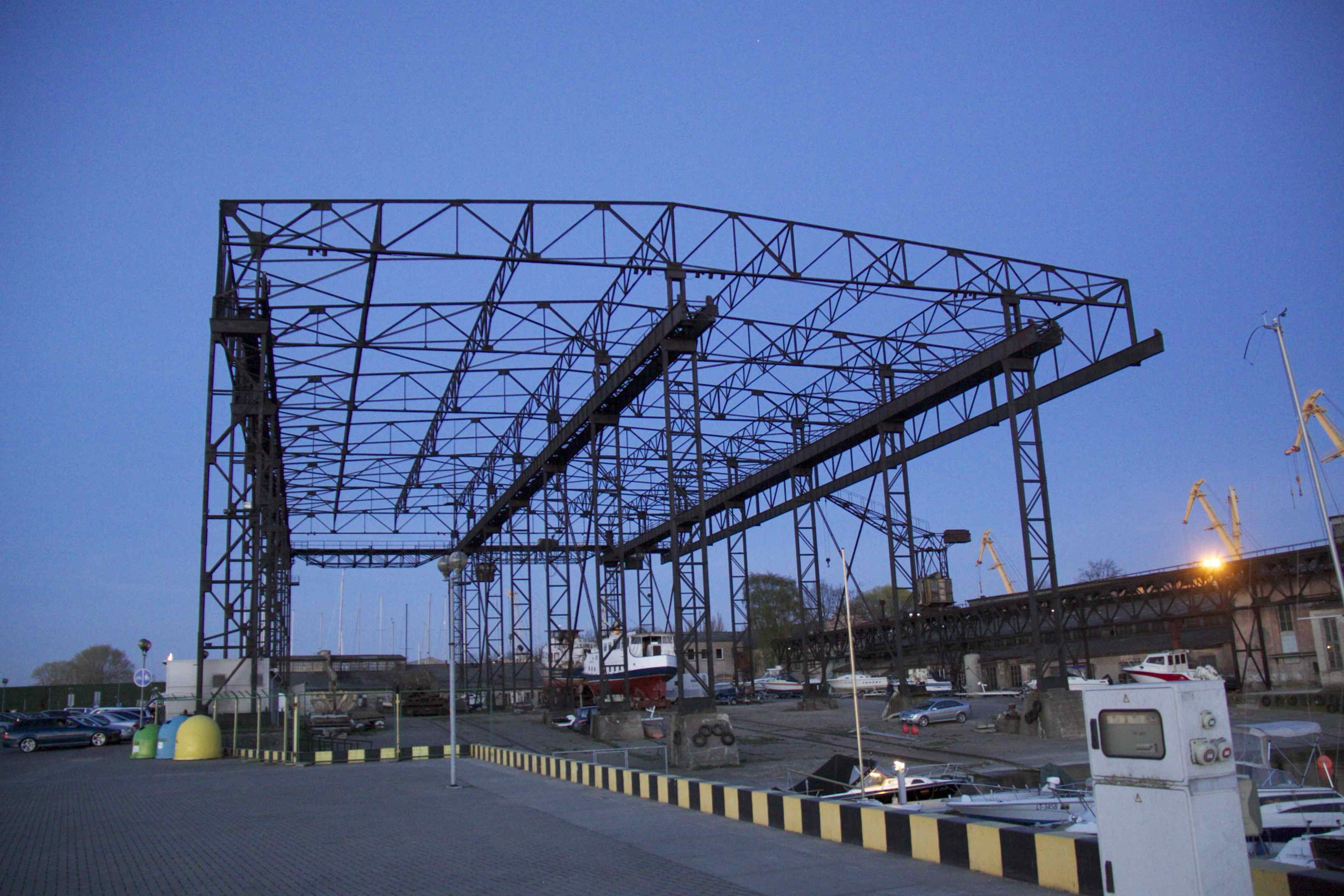
Gelände der ehemaligen Lindenau-Werft in Memel, 2014

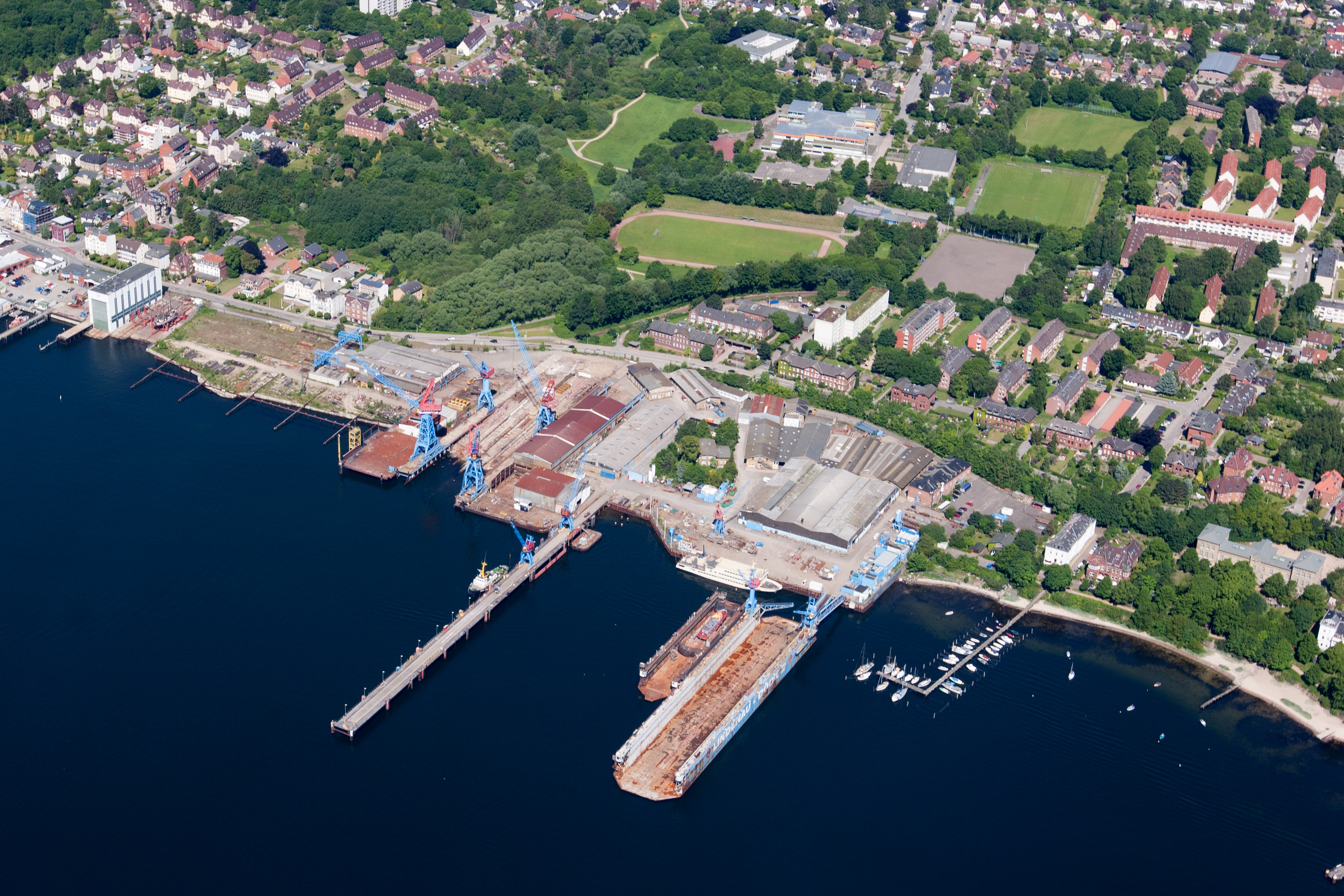
Luftbild der Lindenau-Werft in Kiel

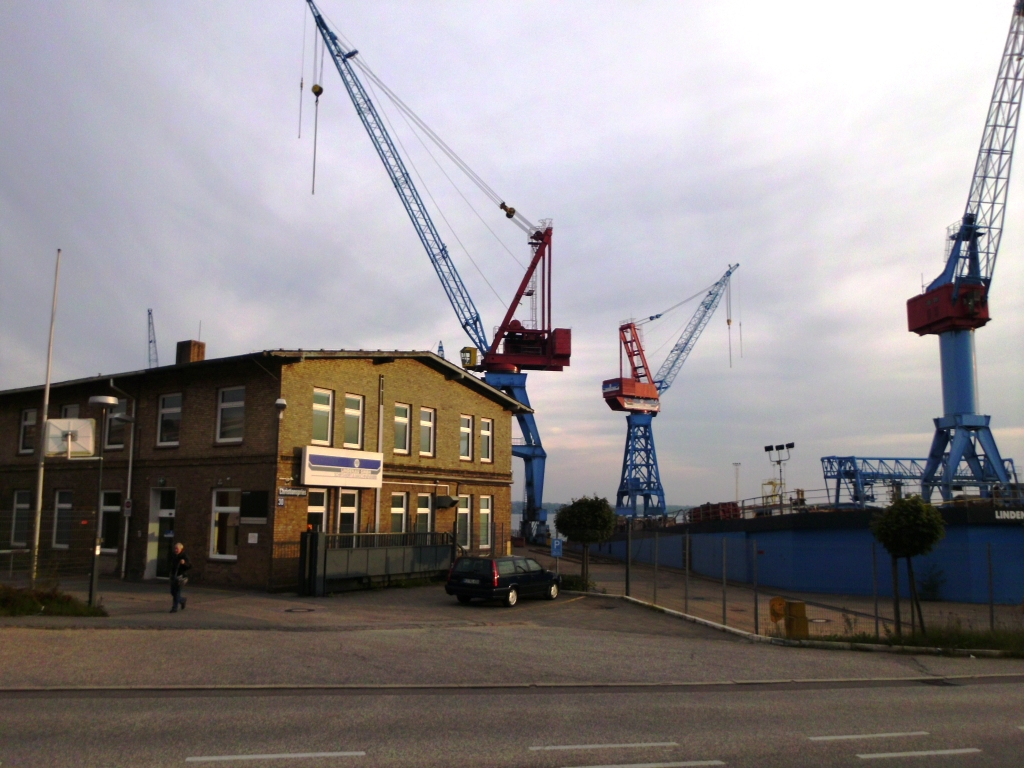
Eingangsbereich der Lindenau-Werft in Kiel

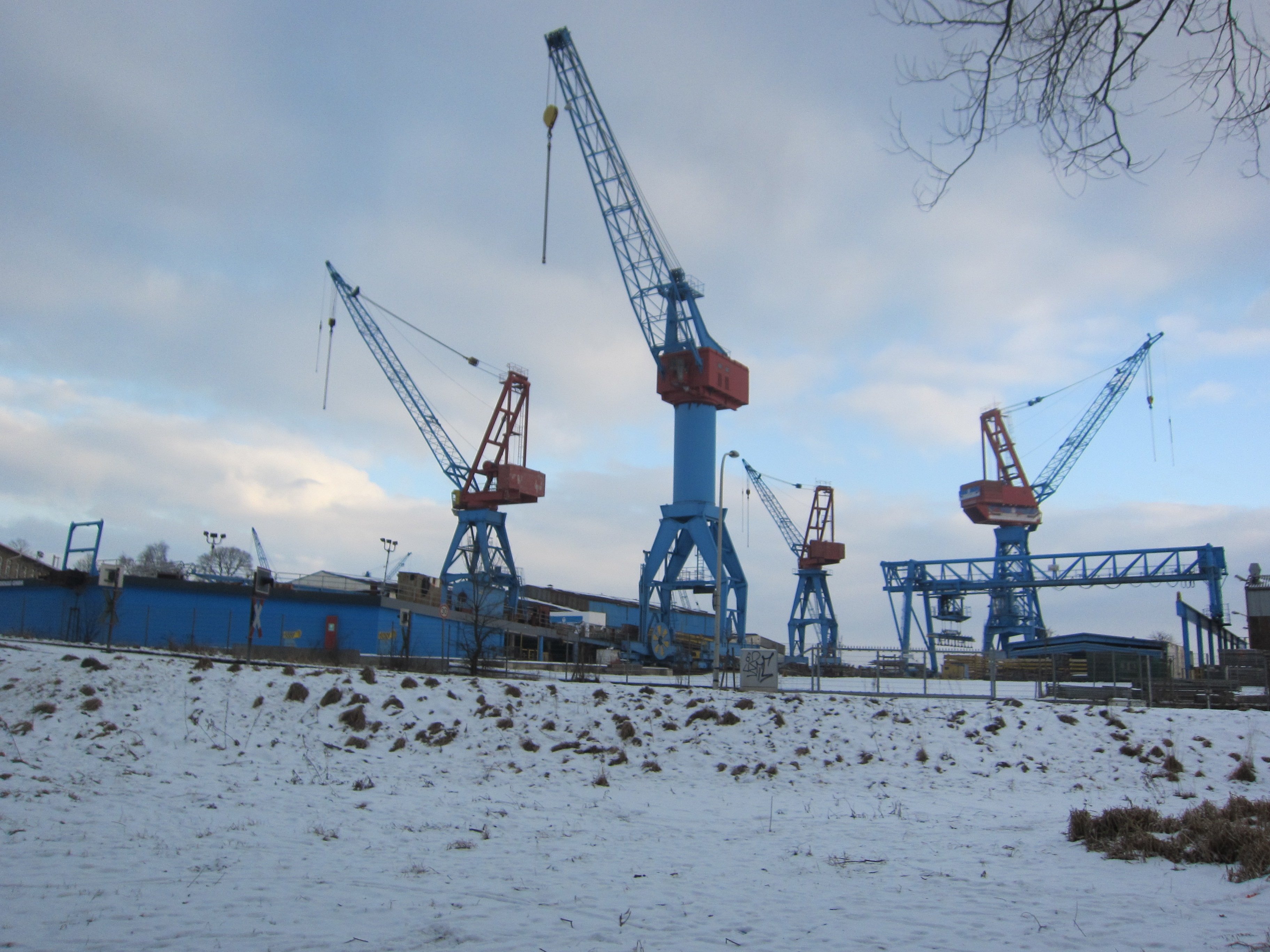
Blick auf die gesamte Werft, Kiel

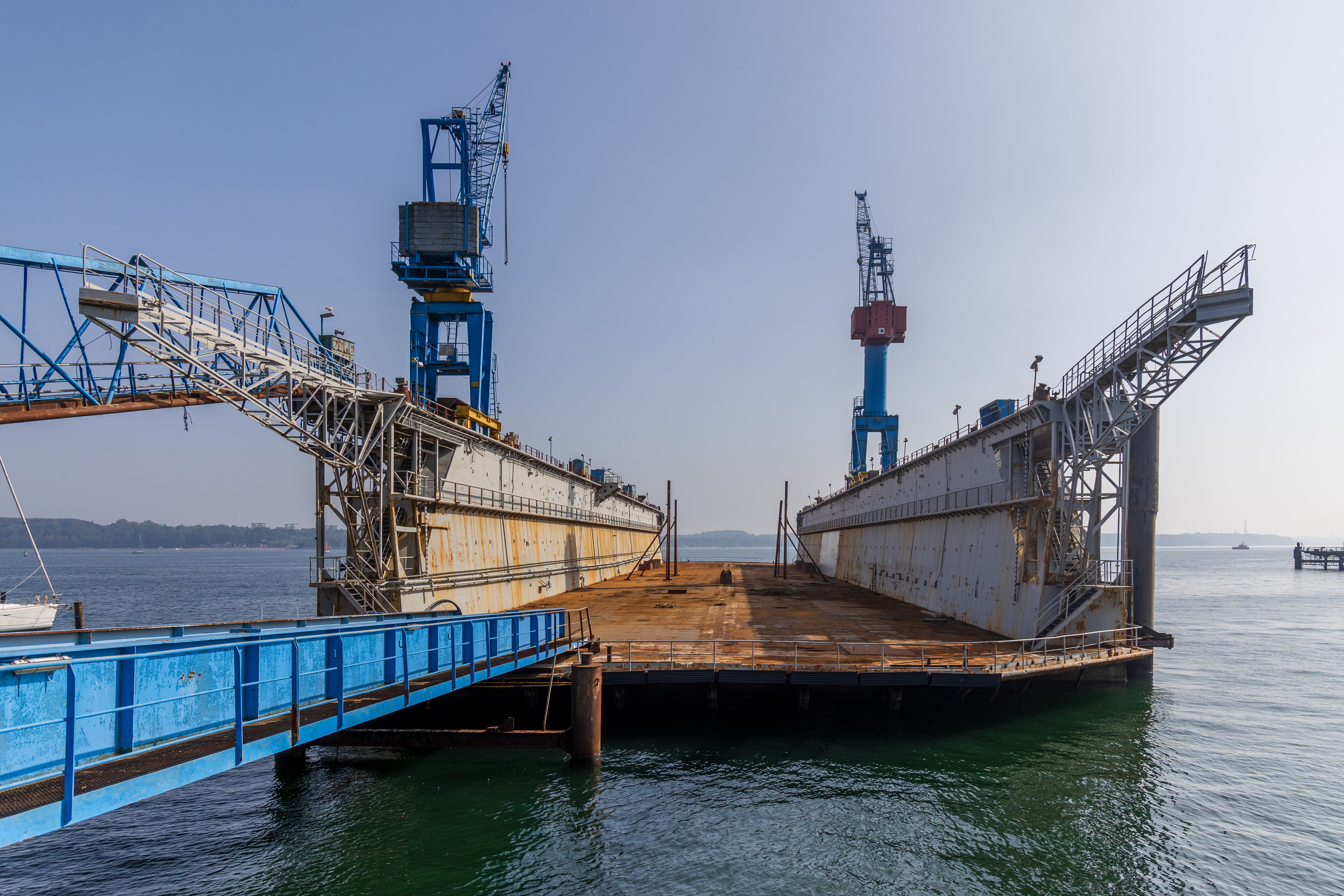
Dock 2 der Lindenau-Werft, Kiel

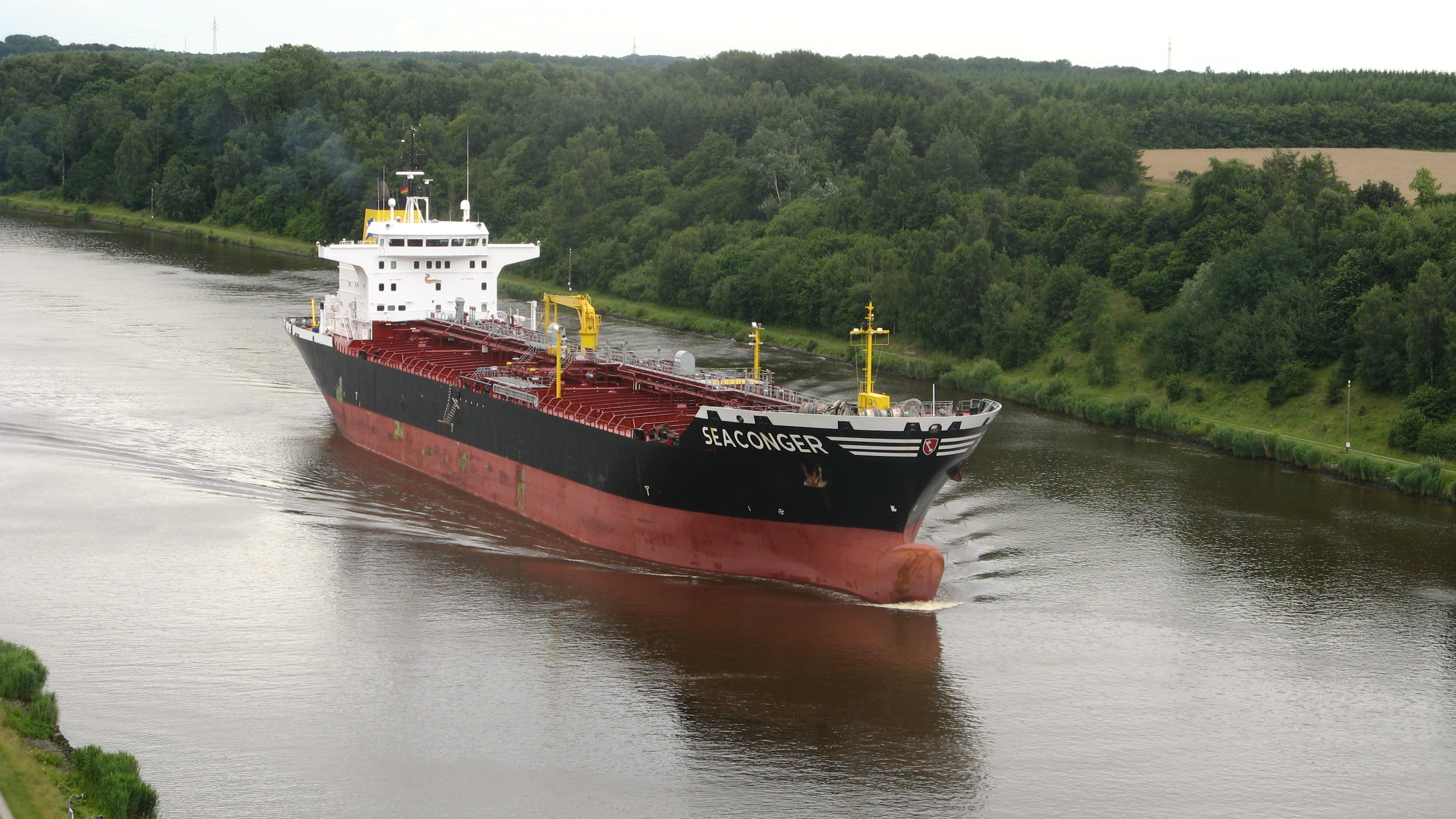
Von Lindenau 2005 gebauter Tanker Seaconger

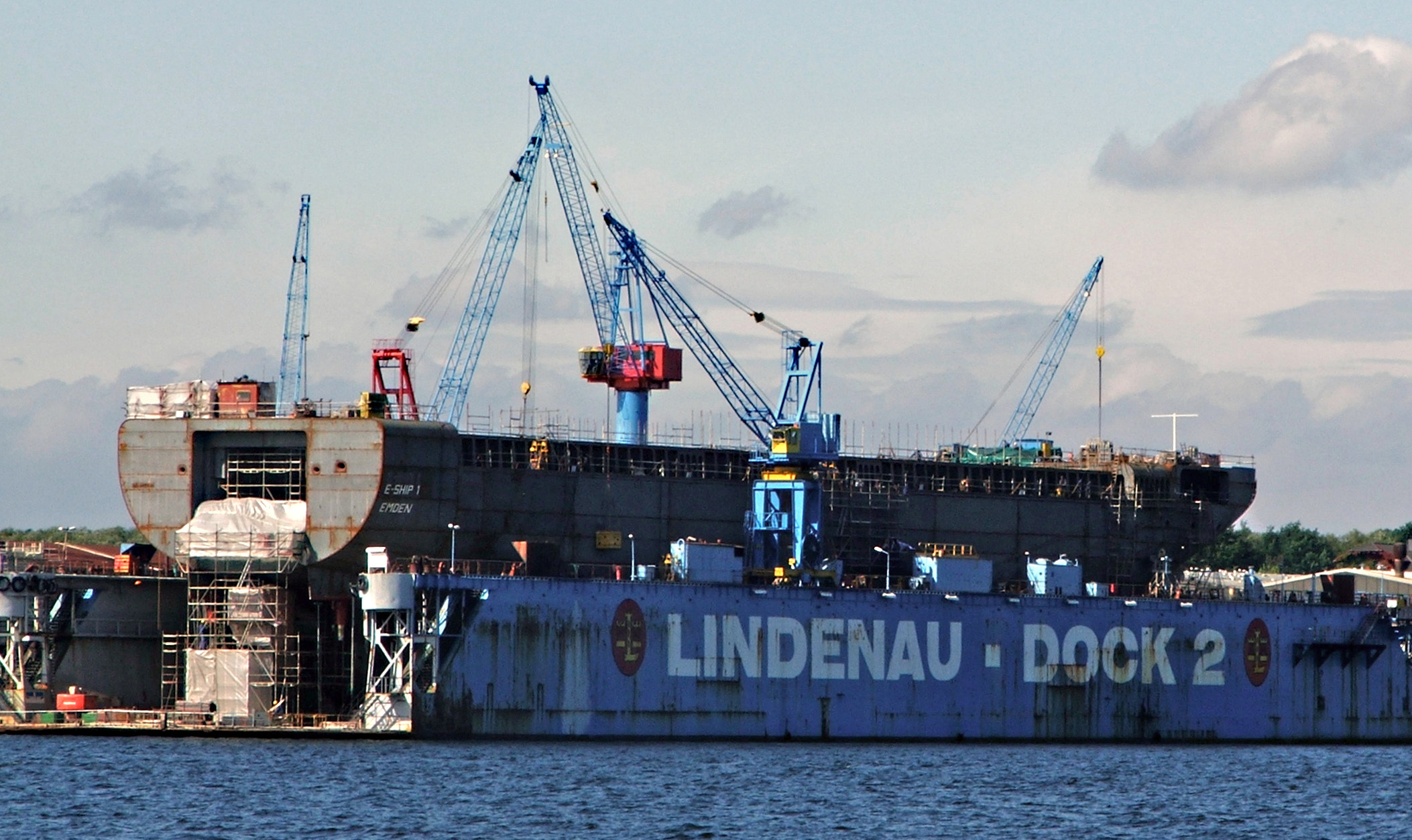
Rumpf der E-Ship 1, der letzte Bau vor der Insolvenz 2008

## Geschichte
Am linken Ufer der Danė in Memel, unweit der Kurischen Nehrung, ließen sich im 19. Jahrhundert Schiffbauer nieder. 1875 nahm die Genossenschaft der Schiffstischler an dieser Stelle ihre Tätigkeit auf und baute Fischkutter, Boote und andere kleine Schiffe.
Die Werft wurde 1919 als Schiffswerft Memel – Lindenau & Cie., Eisen- und Holzschiffbau, Maschinenfabrik und Giesserei durch Paul Willy Lindenau (* 6. November 1882 in Wehlau, Ostpreußen; † 5. Oktober 1955) gegründet und zählte damals zu den modernsten Werften im baltischen Raum. Es wurden Fracht-, Passagier- und Bergungsschiffe sowie Schlepper, Fähren und Lastkähne gebaut. Als einer der ersten großen Eisenfrachtdampfschiffe entstand die Cattaro mit 1424 BRT. Als größtes und letztes in der damaligen Werft gebaute Schiff lief die mit einem turbo-elektrischen Antrieb versehene Helgoland (2000 Passagiere, 2947 BRT) am 6. Mai 1938 vom Stapel. Sie wurde im Seedienst Ostpreußen der Hamburg-Amerikanische Packetfahrt-Actien-Gesellschaft in Hamburg eingesetzt.
Während des Zweiten Weltkrieges stellte die Werft Minensuchboote her.
Vor den vorrückenden sowjetischen Truppen floh Ende des Jahres 1944 auch Paul Willy Lindenau. Um die verbliebenen Arbeiter nicht zurücklassen zu müssen, ließ er sein mit 2600 Tonnen größtes Schwimmdock seefest verschweißen, nahm seine Arbeiter mit ihren Familien sowie Werkzeug und Proviant an Bord und zog das Dock mit seinem werfteigenen Schlepper über die Ostsee zunächst bis nach Gotenhafen und später in die Kieler Bucht.
Auf dem Werftgelände in Klaipėda wurde 1945 ein neuer Betrieb für Schiffsreparaturen gegründet. Einige der alten Gebäude wurden restauriert, das Materiallager, die Kranschienen von 1938 und das während des Krieges erbaute Bootshaus sind erhalten.
Lindenau ließ sich in der Nähe des Nord-Ostsee-Kanals mit seinen Arbeitern nieder und begann, unmittelbar nach Kriegsende die Werft an diesem neuen Standort wiederaufzubauen. Zunächst wurden Maschinen und Maschinenteile gebaut, erst 1952 liefen wieder die ersten Schiffsneubauten vom Stapel. Nach dem Tod Paul Willy Lindenaus übernahm sein ältester Sohn, der Diplom-Ingenieur Harald Lindenau (* 5. Dezember 1914; † 10. Januar 2007) die Geschäftsführung des Unternehmens. Später war der Reeder Hans A. Lindenau (* 1924) Geschäftsführer der Hans A. Lindenau GmbH sowie Gesellschafter bzw. Geschäftsführer weiterer Reedereien-

## Schiffbauprogramm
Das erste in Kiel-Friedrichsort gebaute Schiff war der 1953 abgelieferte kleine Tanker Bindal für eine skandinavische Reederei. Anschließend wurden bis 1968 vorwiegend Frachter, einige Tanker und zwei Tender für die Bundesmarine gebaut. 1968 und 1969 wurden für eine norwegische Reederei zwei LPG-Tanker mit einer Vermessung von jeweils 1999 BRT abgeliefert. Es folgten neben Frachtern sechs RoRo-Schiffe für schwedische Reeder, mehrere Produktentanker, kleine Bulker mit rund 8000 BRT und ab 1980 kleine Fahrgastschiffe für die Ostsee und die Kieler Förde. Nach einem Bohrschiff für indische Rechnung und einem Versorger folgten mehrere Containerschiffe, zwei LPG-Tanker und viele Produkten-Tanker mit Doppelhülle.
Die Werft hatte 2008 etwas mehr als 350 Mitarbeiter und war bekannt für ihre Spezialtanker (Chemikalien, Rohöl/Ölprodukte) und Forschungsschiffe. Daneben führte sie Reparaturen aus. Sie verfügte über zwei Schwimmdocks mit einer Kapazität von 25.000 tdw. Das kleinere der beiden Schwimmdocks war jenes, das Harald Lindenau gegen Ende des Krieges zur Flucht aus Memel nutzte.
Nach den in Fachkreisen als innovativ und richtungsweisend eingeschätzten Tankschiffen der Sea-Reihe, die an German Tanker Shipping GmbH & Co. KG ausgeliefert wurden, baute Lindenau mehrere Tankschiffe der sogenannten Seychelles-Reihe, die von Seychelles Petroleum unter Leitung von Guy Adam geordert wurde.
Bis 2005 wurden seit der Neugründung 1950 mehr als 225 Neubauten an Auftraggeber in aller Welt abgeliefert.

## RotorschiffE-Ship 1
2008 wurde auf der Werft ferner ein Rotorschiff, die E-Ship 1, für die Firma Enercon gebaut. Dieses Schiff wird ergänzend mit vier Flettner-Rotoren angetrieben. Aufgrund eines Insolvenzverfahrens (siehe unten) der Lindenau-Werft wurde der fertige und teilweise ausgerüstete Schiffsrumpf vom Auftraggeber zur Cassens-Werft nach Emden geschleppt, wo der weitere Ausbau erfolgte.

## Insolvenz 2008
Am 22. September 2008 stellte die Lindenau-Werft wegen erheblicher Liquiditätsprobleme, trotz voller Auftragsbücher, Insolvenzantrag beim Amtsgericht Kiel. Anfang November 2008 konnte durch den Insolvenzverwalter ein Überbrückungskredit erwirkt werden, so dass die laufenden Neubauten fortgesetzt werden konnten. Ende April 2011 wurde der bisher letzte Neubau, der Küstentanker Ebba 2, fertiggestellt. Folge- oder Neuaufträge kamen nicht ein; der Firmenleitung zufolge wird man sich bis auf weiteres auf Schiffsreparaturen beschränken. Der erhoffte Zuschlag für die umfangreiche Reparatur in Höhe von etwa einer Million Euro am Segelschulschiff Gorch Fock, die bereits zur Wartung bei Lindenau im Dock lag, ging am 5. Januar 2012 an den Mitbewerber Elsflether Werft bei Bremen. Als Folge mussten von den 80 Mitarbeitern weitere 40 entlassen werden.

## Übernahme durch German Naval Yards Holdings
Zum 1. Januar 2013 übernahm German Naval Yards Holdings die Lindenau-Werft in Kiel als dritten Standort in Deutschland, mit denen ein Werftenverbund für Reparatur- und Umbauarbeiten mit kurzen Liegezeiten zur Verfügung steht, bei denen die anderen Standorte des Verbundes genutzt werden können. Dazu wurden die Werftanlagen umgebaut. Die Helling wurde stillgelegt und die drei großen Krane daran abgebaut. Im Januar 2019 wurde der Betrieb der Werft aus technischen und wirtschaftlichen Gründen vollständig eingestellt. Am 1. Juni 2019 wurde die Werft als Dienstleistungsbetrieb für Reparaturen und Instandhaltung wiedereröffnet.
Das Schwimmdock Dock 1 war nicht in der Übernahme der Werft im Jahr 2012 enthalten und wurde herrenlos. Im Sommer 2018 drohte es zu sinken. 2019 wurde es schließlich im Auftrag der Schifffahrtsverwaltung im benachbarten Dock 2 abgewrackt.
2023 gab die Emder Werft und Dock (EWD) die Übernahme bekannt.